# Oval Tower
De Oval Tower, genoemd naar zijn ovale vorm, bevindt zich in het ArenA Boulevardgebied in Amsterdam-Zuidoost. Het gebouw wordt sinds 2011 grotendeels gehuurd door Deutsche Bank.